# Contea di Hengfeng
La contea di Hengfeng (横峰县S, Héngfēng XiànP) è una contea della Cina, situata nella provincia di Jiangxi e amministrata dalla prefettura di Shangrao.